# 岸本篤子
岸本 篤子（きしもと あつこ、1952年 - ）は日本画家。兵庫県日本画家連盟会員。兵庫県生まれ。1972年、立命館大学中退。1976年、早稲田大学卒業。　　

## 主な受賞歴
- 日春展入選（1977年）
- 兵庫県展入賞（1984）
- 神戸市展市長賞（1989年）